# 拱叶椰属
拱叶椰属（学名：Actinorhytis）是棕榈科下的一个属。

## 下属物种
本属包括以下物种：
- 拱叶椰 Actinorhytis calapparia (Blume) H.Wendl. & Drude ex Scheff., 1875